# Cal Clutterbuck
Pascal „Cal“ William Clutterbuck (* 18. listopadu 1987 Welland) je profesionální kanadský hokejový útočník, který působí v klubu New York Islanders v severoamerické lize NHL.

## Hráčská kariéra
S hokejem začínal v rodném Wellandu a v deseti letech přestoupil do juniorského klubu Toronto St. Michael’s Majors a následně do Oshawa Generals.
V roce 2006 ho draftovala Minnesota ve 3. kole jako 72. celkově. V květnu 2007 s klubem podepsal vstupní tříletou nováčkovskou smlouvu. Následující sezónu působil převážně ve farmářském klubu Houston Aeros. V říjnu 2007 byl poté, co se zranil Pavol Demitra povolán Minnesotou a 28. října si odbyl debut v NHL v zápase proti Coloradu. První branku vstřelil 24. listopadu 2008 v utkání proti Washingtonu. V tomto zápase se střelecky prosadil dokonce dvakrát.
30. června 2013 byl vyměněn do New Yorku za Nina Niederreitera. Od následující sezóny 2014/15 zastává pozici klubového alternativního kapitána. V prosinci 2016 se s Islanders domluvil na pětileté smlouvě. V březnu 2022 byl podepsán další dvouletý prodlužující kontrakt.

## Statistiky

### Klubové statistiky
| Sezóna      | Klub                         | Soutěž      |      | Základní část | Základní část | Základní část | Základní část | Základní část |    | Play off | Play off | Play off | Play off | Play off |
| Sezóna      | Klub                         | Soutěž      | Z    | G             | A             | B             | TM            | Z             | G  | A        | B        | TM       |          |          |
| 2003–04     | Toronto St. Michael's Majors | OHL         | 60   | 4             | 7             | 11            | 112           | 18            | 3  | 5        | 8        | 20       |          |          |
| 2004–05     | Toronto St. Michael's Majors | OHL         | 38   | 10            | 6             | 16            | 55            | —             | —  | —        | —        | —        |          |          |
| 2004–05     | Oshawa Generals              | OHL         | 27   | 9             | 9             | 18            | 42            | —             | —  | —        | —        | —        |          |          |
| 2005–06     | Oshawa Generals              | OHL         | 66   | 35            | 33            | 68            | 139           | —             | —  | —        | —        | —        |          |          |
| 2006–07     | Oshawa Generals              | OHL         | 65   | 35            | 54            | 89            | 153           | 9             | 8  | 5        | 13       | 21       |          |          |
| 2007–08     | Houston Aeros                | AHL         | 73   | 11            | 13            | 24            | 97            | 5             | 0  | 0        | 0        | 14       |          |          |
| 2007–08     | Minnesota Wild               | NHL         | 2    | 0             | 0             | 0             | 0             | —             | —  | —        | —        | —        |          |          |
| 2008–09     | Houston Aeros                | AHL         | 2    | 0             | 0             | 0             | 0             | —             | —  | —        | —        | —        |          |          |
| 2008–09     | Minnesota Wild               | NHL         | 78   | 11            | 7             | 18            | 76            | —             | —  | —        | —        | —        |          |          |
| 2009–10     | Minnesota Wild               | NHL         | 74   | 13            | 8             | 21            | 52            | —             | —  | —        | —        | —        |          |          |
| 2010–11     | Minnesota Wild               | NHL         | 76   | 19            | 15            | 34            | 79            | —             | —  | —        | —        | —        |          |          |
| 2011–12     | Minnesota Wild               | NHL         | 74   | 15            | 12            | 27            | 103           | —             | —  | —        | —        | —        |          |          |
| 2012–13     | Minnesota Wild               | NHL         | 42   | 4             | 6             | 10            | 27            | 5             | 1  | 1        | 2        | 4        |          |          |
| 2013–14     | New York Islanders           | NHL         | 73   | 12            | 7             | 19            | 40            | —             | —  | —        | —        | —        |          |          |
| 2014–15     | New York Islanders           | NHL         | 76   | 7             | 9             | 16            | 60            | 7             | 2  | 1        | 3        | 26       |          |          |
| 2015–16     | New York Islanders           | NHL         | 77   | 15            | 8             | 23            | 22            | 11            | 2  | 1        | 3        | 12       |          |          |
| 2016–17     | New York Islanders           | NHL         | 66   | 5             | 15            | 20            | 28            | —             | —  | —        | —        | —        |          |          |
| 2017–18     | New York Islanders           | NHL         | 76   | 8             | 10            | 18            | 53            | —             | —  | —        | —        | —        |          |          |
| 2018–19     | New York Islanders           | NHL         | 73   | 8             | 15            | 23            | 44            | 7             | 0  | 0        | 0        | 4        |          |          |
| 2019–20     | New York Islanders           | NHL         | 37   | 3             | 4             | 7             | 22            | 21            | 2  | 2        | 4        | 18       |          |          |
| 2019–20     | Bridgeport Sound Tigers      | AHL         | 2    | 0             | 0             | 0             | 4             | —             | —  | —        | —        | —        |          |          |
| 2020–21     | New York Islanders           | NHL         | 50   | 4             | 7             | 11            | 10            | 19            | 4  | 3        | 7        | 10       |          |          |
| 2021–22     | New York Islanders           | NHL         | 59   | 6             | 9             | 15            | 10            | —             | —  | —        | —        | —        |          |          |
| 2022–23     | New York Islanders           | NHL         | 49   | 6             | 6             | 12            | 30            | 6             | 1  | 0        | 1        | 16       |          |          |
| 2023–24     | New York Islanders           | NHL         | 82   | 7             | 12            | 19            | 32            | 5             | 0  | 0        | 0        | 0        |          |          |
| NHL celkově | NHL celkově                  | NHL celkově | 1064 | 143           | 150           | 293           | 698           | 81            | 12 | 8        | 20       | 100      |          |          |

### Reprezentační statistiky
| Rok                            | Tým                            | Soutěž                         | Z  | G | A | B | TM |
| ------------------------------ | ------------------------------ | ------------------------------ | -- | - | - | - | -- |
| 2004                           | Kanada 18                      | HGC                            | 5  | 2 | 0 | 2 | 20 |
| 2005                           | Kanada 18                      | MS18                           | 6  | 1 | 1 | 2 | 8  |
| 2011                           | Kanada                         | MS                             | 7  | 0 | 1 | 1 | 4  |
| Juniorská reprezentace celkově | Juniorská reprezentace celkově | Juniorská reprezentace celkově | 11 | 3 | 1 | 4 | 28 |
| Seniorská reprezentace celkově | Seniorská reprezentace celkově | Seniorská reprezentace celkově | 7  | 0 | 1 | 1 | 4  |